# Matt LaFleur
Matthew Patrick „Matt“ LaFleur (geboren am 3. November 1979 in Mount Pleasant, Michigan) ist ein US-amerikanischer Trainer im American Football. Er ist seit der Saison 2019 Head Coach der Green Bay Packers, bei denen er die Nachfolge des langjährigen Trainers Mike McCarthy antrat. Als Assistenzcoach (Trainer der Quarterbacks) war er zuvor unter anderem bei den Tennessee Titans, Los Angeles Rams, Atlanta Falcons und den Notre Dame Fighting Irish tätig.

## Leben
Matt LaFleur wurde am 3. November 1979 in Mount Pleasant, Michigan als Sohn von Kristi und Denny LaFleur geboren. Er besuchte in den Jahren 1998/99 die Western Michigan University und spielte dort als Wide Receiver bei den Western Michigan Broncos. In der folgenden Saison wechselte er in die NCAA Division II und spielte an der Saginaw Valley State University als Quarterback.
Er spielte zudem in der National Indoor Football League bei Omaha Beef (2003) und den Billings Outlaws (2004).
Matt LaFleur ist verheiratet und hat mit seiner Ehefrau zwei Söhne. Sein Bruder Mike arbeitet seit Januar 2021 als Offensive Coordinator für die New York Jets.

### Karriere als Trainer
Seine Karriere als Trainer begann er als Assistenztrainer an seiner Alma Mater, der Saginaw Valley State. Es folgten mehrere Stationen als Trainer der Quarterbacks. So trainierte er bei den Washington Redskins im Jahr 2012 die gerade als Rookies in die Liga gekommenen Kirk Cousins und Robert Griffin III. Bei den Tennessee Titans wurde er unter Mike Vrabel zum Offensive Coordinator befördert.
Im Jahr 2019 konnte er sich schließlich gegen zehn andere Bewerber erfolgreich als Head Coach bei den Green Bay Packers bewerben. Seine erste Preseason konnte er mit einem Stand von 2:2 abschließen. Im ersten Saisonspiel am 5. September 2019 gelang den Packers unter seiner Leitung der Auftaktsieg gegen die Chicago Bears. Als erster Trainer der Packers gelangen ihm mehr als 10 Siege in seiner ersten Saison als Headcoach. Außerdem konnte er die Packers in die Playoffs und bis ins NFC Championship Game führen, in dem sie allerdings von den San Francisco 49ers besiegt wurden. Er ist der erste Trainer in der NFL, der es geschafft hat in seinen ersten drei Saisons als Head Coach 39 Siege zu erzielen.